# Trollius apertus
Trollius apertus là một loài thực vật có hoa trong họ Mao lương. Loài này được Perfil. ex Igoschina miêu tả khoa học đầu tiên năm 1968.